# Tarallé
Tarallé (en eonaviego, Taraé) es un lugar perteneciente a la parroquia de Lomes, en el concejo de Allande, comarca del Narcea, Principado de Asturias, España.